# Крилов Георгій Васильович (газовик)
Крилов Георгій Васильович (7 липня 1941 року, смт Чернишковський Сталінградської області) — радянський і російський інженер, доктор технічних наук (1987), професор (1988), керівник ТОВ «ТюменНИИгипрогаз» (1986—2009), голова наглядової ради (2009-2012), з 2012 року — заступник директора з науки, інновацій та розвитку Західно-Сибірського інноваційного центру. Академік Академії технологічних наук (1994), Академії інженерних наук (1992), Міжнародної академії реальної економіки. Член науково-редакційної ради «Великої тюменської енциклопедії» (2004).

## Біографія
Народився Георгій Васильович 7 липня 1941 року в смт Чернишковський Сталінградської області СРСР. 1961 року закінчив Волгоградський нафтовий технікум. 1969 року заочно закінчив Московський інститут нафтохімічної і газової промисловості імені В. М. Губкіна за спеціальністю «проектування і експлуатація газонафтопроводів, газосховищ і нафтобаз», кваліфікація — інженер-механік.
Після закінчення технікуму Р. В. Крилов був направлений в Московське управління магістральних газопроводів Главгазу СРСР (з 1965 року — Міністерство газової промисловості СРСР), де працював інженером та старшим інженером Привольненського районного управління магістральних газопроводів. 1966 року переходить до Краснотур'їнського лінійно-промислового управління магістральних газопроводів виробничого об'єднання «Тюментрансгаз», де послідовно обіймав такі посади: начальник цеху, головний інженер, начальник лінійного управління. 1978 року стає заступником начальника з транспорту газу Всеросійського виробничого об'єднання «Тюменгазпром» (пізніше — Главтюменгазпром).
1986 року призначений генеральним директором науково-виробничого об'єднання «Тюменьгазтехнологія». Тюменьгазтехнологія через 3 роки було перетворене на науково-виробниче об'єднання «ТюменНИИгипрогаз» державного газового концерну «Газпром», правонаступника Мінгазпрому СРСР, з 1994 року — дочірнє підприємство, з 1999 року — ТОВ «ТюменНИИгипрогаз» АТ «Газпром»). Послідовно був генеральним директором усіх організацій, що створювалися під час структурних перетворень. Був ініціатором і ідеологом формування на базі інституту ТюменНИИгипрогаз науково-проектно-виробничого комплексу, що виконує повний цикл робіт: від наукових досліджень до розробки проекту і виготовлення обладнання. Брав безпосередню участь у реалізації найбільших проектів у цій сфері.
З 2009 року — голова наглядової ради Західно-Сибірського інноваційного центру у місті Тюмень.

## Наукові та винахідницькі праці
Крилов Георгій Васильович автор 47 винаходів і 2 корисних моделей в області буріння, видобутку, переробки і транспортування вуглеводнів. Автор понад 130 наукових праць, зокрема 11 монографій, 4 підручників.

## Нагороди і відзнаки
- 1984 — лауреат Державної премії СРСР в галузі науки і техніки за розробку та впровадження методів поточно-швидкісного будівництва трансконтинентального газопроводу Уренгой — Помари — Ужгород[1].
- — Заслужений працівник нафтової і газової промисловості РРФСР[1].
- 1982 — орден Трудового Червоного Прапора[1].
- 1980 — медаль «За освоєння надр і розвиток нафтогазового комплексу Західного Сибіру»[1].
- 1990 — Почесний працівник газової промисловості[1].